# Lovat
De Lovat (Russisch: Ловать) is een rivier die stroomt door Wit-Rusland en Rusland. De Lovat stroomt door drie oblasten: oblast Vitebsk in Wit-Rusland, en de oblasten Pskov en Novgorod in Rusland. De lengte bedraagt 530 kilometer, het stroomgebied 21.900 vierkante kilometer. Het debiet bedraagt 169 kubieke meter.
De rivier ontspringt van het Lovatetsmeer en mondt uit in het Ilmenmeer. De belangrijkste zijrivieren zijn de Kunja, Polist, Redja en Robja. De breedte van de rivier bedraagt 100 meter vanaf het punt dat de Kunja in de Lovat stroomt. De twee belangrijkste steden die aan de Lovat liggen zijn Velikije Loeki en Cholm.
In de 10e en 11e eeuw was de Lovat een cruciaal onderdeel van de handelsroute van de Varjagen naar de Grieken.